# Alhandra (ort i Brasilien, Paraíba, Alhandra)
Alhandra är en ort i Brasilien.   Den ligger i kommunen Alhandra och delstaten Paraíba, i den östra delen av landet, 1 700 kilometer nordost om huvudstaden Brasília. Alhandra ligger 39 meter över havet och antalet invånare är 10 788.
Terrängen runt Alhandra är platt, och sluttar österut. Närmaste större samhälle är Goiana, 16,6 kilometer sydväst om Alhandra.
Omgivningarna runt Alhandra är en mosaik av jordbruksmark och naturlig växtlighet. Runt Alhandra är det ganska tätbefolkat, med 116 invånare per kvadratkilometer.